# Wereldkampioenschappen kunstschaatsen 1938
De Wereldkampioenschappen kunstschaatsen 1938 werden gevormd door drie toernooien die door de Internationale Schaatsunie werden georganiseerd.
Voor de vrouwen was het de 26e editie. Hun kampioenschap vond op 4 en 5 februari plaats in Stockholm, Zweden. Stockholm was voor de tiende maal gaststad, voor Zweden gold dit als gastland. De vrouwen streden voor de vijfde keer om de wereldtitel in Stockholm.
Voor de mannen was het de 36e editie, voor de paren de 24e editie. Hun kampioenschappen vonden op 18 en 19 februari plaats in Berlijn, Duitsland. Berlijn was voor de zevende keer gaststad voor een WK-toernooi. Duitsland voor de achtste keer het gastland, in 1906 was München gaststad. De mannen streden voor de zesde keer om de wereldtitel in Berlijn, de paren voor de derde keer.

## Deelname
Er namen deelnemers uit dertien landen deel aan deze kampioenschappen. Zij vulden 35 startplaatsen in. Uit België nam Robert Van Zeebroeck twaalf jaar na zijn debuut in 1926 voor de tweede keer deel in het mannentoernooi
(Tussen haakjes het totaal aantal startplaatsen in de drie toernooien.)
| Oostenrijk (8) nazi-Duitsland (7) Verenigd Koninkrijk (7) Hongarije (2) Noorwegen (2) | Zweden (2) België (1) Denemarken (1) Italië (1) | Polen (1) Tsjecho-Slowakije (1) Verenigde Staten (1) Zwitserland (1) |

## Medailleverdeling
Bij de mannen prolongeerde Felix Kaspar de wereldtitel. Het was zijn derde medaille, in 1936 won hij de bronzen medaille. Graham Sharp veroverde voor het derde opeenvolgende jaar de zilveren medaille, ook voor hem was het zijn derde medaille. Met de bronzen medaille behaalde Herbert Alward zijn eerste medaille.
Bij de vrouwen werd Megan Taylor de zevende wereldkampioene en de derde Britse vrouw. In 1906 en 1907 veroverde Madge Syers-Cave en in 1937 Cecilia Colledge de wereldtitel. Taylor behaalde haar vierde medaille, in 1934, 1936 en 1937 won ze de zilveren medaille. Met de bronzen medaille behaalde Hedy Stenuf haar eerste medaille.
Bij de paren prolongeerden Herber / Baier de wereldtitel, de derde oprij. Voor hen was het de vierde medaille als paar, in 1934 behaalden ze de bronzen medaille. Voor Baier was het zijn achtste medaille, hij won ook nog vier medailles in het mannentoernooi. Broer en zus Pausin behaalden voor het vierde opeenvolgende jaar de zilveren medaille, het was ook hun vierde medaille. Met de bronzen medaille behaalde het paar Koch / Noack hun eerste medaille.
| Discipline | Goud                      | Zilver                     | Brons                     |
| ---------- | ------------------------- | -------------------------- | ------------------------- |
| Mannen     | Felix Kaspar              | Graham Sharp               | Herbert Alward            |
| Vrouwen    | Megan Taylor              | Cecilia Colledge           | Hedy Stenuf               |
| Paren      | Maxi Herber / Ernst Baier | Ilse Pausin / Erich Pausin | Inge Koch / Günther Noack |

## Uitslagen
| #      | naam (deelname)          | land                                      | pc |
| ------ | ------------------------ | ----------------------------------------- | -- |
| Goud   | Felix Kaspar (3)         | Vlag van Oostenrijk                       | 9  |
| Zilver | Graham Sharp (5)         | Vlag van Verenigd Koninkrijk              | 12 |
| Brons  | Herbert Alward (3)       | Vlag van Oostenrijk                       | 32 |
| 4      | Horst Faber              | Vlag van nazi-Duitsland                   | 33 |
| 5      | Freddie Tomlins (2)      | Vlag van Verenigd Koninkrijk              | 35 |
| 6      | Elemér Terték (4)        | Vlag van Hongarije (1915-1918, 1919-1946) | 25 |
| 7      | Edi Rada                 | Vlag van Oostenrijk                       | 47 |
| 8      | Günther Lorenz           | Vlag van nazi-Duitsland                   | 47 |
| 9      | Robert Van Zeebroeck (2) | Vlag van België                           | 65 |
| 10     | Per Cock-Clausen         | Vlag van Denemarken                       | 68 |

| #      | naam (deelname)        | land                                  | pc    |
| ------ | ---------------------- | ------------------------------------- | ----- |
| Goud   | Megan Taylor (6)       | Vlag van Verenigd Koninkrijk          | 7     |
| Zilver | Cecilia Colledge (5)   | Vlag van Verenigd Koninkrijk          | 8     |
| Brons  | Hedy Stenuf (3)        | Vlag van Verenigde Staten (1912-1959) | 21    |
| 4      | Gladys Jagger (3)      | Vlag van Verenigd Koninkrijk          | 22    |
| 5      | Lydia Veicht           | Vlag van nazi-Duitsland               | 23    |
| 6      | Hanne Niernberger (2)  | Vlag van Oostenrijk                   | 29    |
| 7      | Daphne Walker          | Vlag van Verenigd Koninkrijk          | 30    |
| 8      | Gerd Helland-Bjørnstad | Vlag van Noorwegen                    | 43    |
| 9      | Gunnel Ericson         | Vlag van Zweden                       | 44    |
| 10     | Britta Rahlen          | Vlag van Zweden                       | 50    |
| 11     | Anne-Marie Saether     | Vlag van Noorwegen                    | 53    |
| -      | Emmy Putzinger         | Vlag van Oostenrijk                   | tzt * |

| Een recordaantal van dertien paren uit acht landen nam dit jaar deel aan het WK, waaronder zes debuterende. Pierrette en Paul Dubois waren het eerste paar dat namens Zwitserland aan het WK kunstschaatsen deelnam. \| # \| naam (deelname) \| land \| pc \| \| ------ \| ------------------------------------------------ \| ----------------------------------------- \| ---- \| \| Goud \| Maxi Herber (4) Ernst Baier (7) \| Vlag van nazi-Duitsland \| 12 \| \| Zilver \| Ilse Pausin (4) Erich Pausin (4) \| Vlag van Oostenrijk \| 16 \| \| Brons \| Inge Koch (2) Günther Noack (2) \| Vlag van nazi-Duitsland \| 30 \| \| 4 \| Violet Cliff (3) Leslie Cliff (3) \| Vlag van Verenigd Koninkrijk \| 37 \| \| 5 \| Piroska Szekrényessy (3) Attila Szekrényessy (3) \| Vlag van Hongarije (1915-1918, 1919-1946) \| 44 \| \| 6 \| Pierrette Dubois Paul Dubois \| Vlag van Zwitserland \| 67 \| \| 7 \| Liesl Roth Bruno Walter \| Vlag van nazi-Duitsland \| 72.5 \| \| 8 \| Gisa Graetz Otto Weiss \| Vlag van nazi-Duitsland \| 79 \| \| 9 \| Hildegard Faulhaber Karl Eigel \| Vlag van Oostenrijk \| 79.5 \| \| 10 \| Anna Cattaneo (2) Ercole Cattaneo (2) \| Vlag van Italië (1861-1946) \| 82.5 \| \| 11 \| Liese Kianek Adolf Rosdol \| Vlag van Oostenrijk \| 88 \| \| 12 \| Stephanie Kalusz (2) Erwin Kalusz (2) \| Vlag van Polen (1928-1980) \| 94.5 \| \| 13 \| A. Wachter Fritz Lesk \| Vlag van Tsjecho-Slowakije \| 117 \| |                                                  |                                           |      |
| # | naam (deelname)                                  | land                                      | pc   |
| Goud | Maxi Herber (4) Ernst Baier (7)                  | Vlag van nazi-Duitsland                   | 12   |
| Zilver | Ilse Pausin (4) Erich Pausin (4)                 | Vlag van Oostenrijk                       | 16   |
| Brons | Inge Koch (2) Günther Noack (2)                  | Vlag van nazi-Duitsland                   | 30   |
| 4 | Violet Cliff (3) Leslie Cliff (3)                | Vlag van Verenigd Koninkrijk              | 37   |
| 5 | Piroska Szekrényessy (3) Attila Szekrényessy (3) | Vlag van Hongarije (1915-1918, 1919-1946) | 44   |
| 6 | Pierrette Dubois Paul Dubois                     | Vlag van Zwitserland                      | 67   |
| 7 | Liesl Roth Bruno Walter                          | Vlag van nazi-Duitsland                   | 72.5 |
| 8 | Gisa Graetz Otto Weiss                           | Vlag van nazi-Duitsland                   | 79   |
| 9 | Hildegard Faulhaber Karl Eigel                   | Vlag van Oostenrijk                       | 79.5 |
| 10 | Anna Cattaneo (2) Ercole Cattaneo (2)            | Vlag van Italië (1861-1946)               | 82.5 |
| 11 | Liese Kianek Adolf Rosdol                        | Vlag van Oostenrijk                       | 88   |
| 12 | Stephanie Kalusz (2) Erwin Kalusz (2)            | Vlag van Polen (1928-1980)                | 94.5 |
| 13 | A. Wachter Fritz Lesk                            | Vlag van Tsjecho-Slowakije                | 117  |

Medaillewinnaars

Mannen · 
Vrouwen ·
Paren · 
IJsdansen

 Toernooi

1896 · 
1897 · 
1898 · 
1899 · 
1900 · 
1901 · 
1902 · 
1903 · 
1904 · 
1905 · 
1906 · 
1907 · 
1908 · 
1909 · 
1910 · 
1911 · 
1912 · 
1913 · 
1914 · 
1915-1921 · 
1922 · 
1923 · 
1924 · 
1925 · 
1926 · 
1927 · 
1928 · 
1929 · 
1930 · 
1931 · 
1932 · 
1933 · 
1934 · 
1935 · 
1936 · 
1937 · 
1938 · 
1939 ·
1940-1946 · 
1947 · 
1948 · 
1949 · 
1950 · 
1951 · 
1952 · 
1953 · 
1954 · 
1955 · 
1956 · 
1957 · 
1958 · 
1959 · 
1960 · 
1961 · 
1962 · 
1963 · 
1964 · 
1965 · 
1966 · 
1967 · 
1968 · 
1969 · 
1970 · 
1971 · 
1972 · 
1973 · 
1974 · 
1975 · 
1976 · 
1977 · 
1978 · 
1979 · 
1980 · 
1981 · 
1982 · 
1983 · 
1984 · 
1985 · 
1986 · 
1987 · 
1988 · 
1989 · 
1990 · 
1991 · 
1992 · 
1993 · 
1994 · 
1995 ·
1996 · 
1997 · 
1998 · 
1999 · 
2000 · 
2001 · 
2002 · 
2003 · 
2004 · 
2005 · 
2006 ·
2007 ·
2008 ·
2009 ·
2010 ·
2011 ·
2012 ·
2013 ·
2014 ·
2015 ·
2016 ·
2017 ·
2018 ·
2019 · 
2020 · 
2021 ·
2022 ·
2023 ·
2024

 ISU-kampioenschappen

WK kunstschaatsen junioren ·
EK kunstschaatsen ·
Viercontinentenkampioenschap ·
Olympische Spelen